# Вальдангельбах
Вальдангельбах (нем. Waldangelbach) — река в Германии, протекает по земле Баден-Вюртемберг. Левый приток реки Лаймбах.
Вальдангельбах берёт начало в районе деревни Айхельберг. Течёт на север. На реке расположены населённые пункты Вальдангеллох, Ангельбахталь, Мюльхаузен, Роттенберг, Рауенберг. Вальдангельбах впадает в Лаймбах в черте города Вислох.
Общая длина реки составляет 17 км, площадь водосборного бассейна — 52,6 км². Высота устья составляет 116 м.
Речной индекс 237944. 